# Chalarus proprius
Chalarus proprius är en tvåvingeart som beskrevs av Jervis 1992. Chalarus proprius ingår i släktet Chalarus och familjen ögonflugor.
Artens utbredningsområde är Nederländerna. Inga underarter finns listade i Catalogue of Life.